# Aeropuerto de Puerto Páez
El Aeropuerto de Puerto Páez, (IATA: PPZ, OACI: SVDZ), es un terminal aéreo venezolano localizado en el municipio Pedro Camejo del estado Apure. Tiene una pista de 1590 metros de largo, 43 de ancho y solo se utiliza para vuelos diurnos. El aeropuerto carece de sistema de ayudas de navegación de Venezuela o cualquier otro servicio aeroportuario.